# Illusion (banda de Reino Unido)
Para la banda estadounidense véase The Illusion (banda).
Illusion fue una banda británica formada en 1977 en Londres. Editaron dos álbumes, Out of the Mist e Illusion por el sello Island Records. Su música tenía un estilo clásico, sofisticado y pulido. La banda realizó una serie de conciertos, pero encontró su estilo de música con el auge del punk rock y se disolvió.
La banda intentó realizar una reunión con la formación original de Renaissance (cuyo segundo álbum fue titulado Illusion), pero el cantante y guitarrista Keith Relf murió antes de que el proyecto se concretara. Jim McCarty dejó la batería para tocar la guitarra acústica y compartir voces con Jane Relf, mientras que Eddie McNeill reemplazó en la batería a McCarty y John Knightsbridge tomó el lugar de Keith Relf como guitarrista después de su muerte.
En 2001 los cuatro miembros principales editan un álbum con material nuevo bajo el nombre de Renaissance Illusion, pero no dan ningún concierto. Además en 2003 se reeditaron sus dos álbumes en un CD.

## Discografía
- Out Of The Mist (1977).
- Illusion (1978).
- Enchanted Caress: Previously Unreleased Material, grabado en 1979 y editado en 1990.
- Through The Fire (2001).
- Illusion: The Island Years (2003).